# A Haunting in Salem
A Haunting in Salem ist ein US-amerikanischer Horrorfilm von Shane Van Dyke aus dem Jahr 2011. Der Film wurde von The Asylum produziert.

## Handlung
In einem alten Haus in Salem, das immer nur dem jeweiligen Sheriff als Wohnsitz vorbehalten ist, wurde vor 60 Jahren der Sohn ertränkt, die Frau erstickt und Sheriff Underhill beim Versuch, das Haus anzuzünden, aus dem Fenster geworfen. Die einzige Überlebende ist die Tochter, die in eine psychiatrische Anstalt eingeliefert wird.
In der Gegenwart ziehen der neue Sheriff Wayne Downs, dessen Frau Carrie, Tochter Alli und Sohn Kyle ein. Von Beginn an ist ihnen das Haus unheimlich. Carrie findet in einem Abfluss langes Frauenhaar sowie einen Zahn. Derweil erhält Alli merkwürdige Chatnachrichten von einem Nutzer namens Salem 19. Wayne leidet unter Halluzinationen, er sieht tote Menschen. Als auch noch der Hausmeister McSwaine an einem Baum erhängt aufgefunden wird, beginnt Wayne mit Nachforschungen über das Haus. Er erfährt, dass es sich um ein altes Gerichtsgebäude handelt, in dem während der Hexenjagd 19 unschuldige Frauen allesamt erhängt wurden und sämtliche Sheriffs, die es jemals bewohnten, eines nicht natürlichen Todes starben.
Inzwischen geht es Alli immer schlechter. Sie übergibt sich andauernd und ist leichenblass. Im Badezimmer entfernt sie sich einen Backenzahn, der ungewöhnlich locker sitzt. Wayne sucht auf dem Grundstück nach den Leichen der Hexenjagd, die dort begraben wurden. Als Carrie gemeinsam mit ihren Kindern und von ihrem Mann genervt das Haus verlassen will, trifft Deputy Goodwin ein, um sie abzuholen. Wayne entdeckt unter dem Holzfußboden 13 Todesanzeigen von Sheriffs, die alle nicht während des Dienstes gestorben sind. Als Goodwin Alli aus dem Haus holen will, wird er von ihr ermordet. Alli ist mittlerweile von Dämonen besessen. Auch Kyle und Carrie werden erhängt.
Wayne ersticht Alli, die inzwischen die 19 unschuldigen Frauen repräsentiert. Er verteilt überall Benzin, um das Haus anzuzünden. In dem Moment, als er das Feuerzeug betätigt, taucht Alli wieder hinter ihm auf.

## Kritik
„Um atmosphärische Dichte bemühter Horrorfilm, der das Geisterhaus-Genre allerdings ein wenig allzu blutig ausschmückt.“

„Der Zuschauer weiß mehr als der Hauptdarsteller, bekommt er doch die Vernichtung der Vorgängerfamilie bereits vor dem Vorspann erzählt in diesem preiswert von der Firma Asylum angerichteten Low-Budget-Spukhausfilm nach bewährten Spukhausfilmmustern. Poltergeistaktivitäten gehen recht bald in Mord und Totschlag über, erst trifft es andere, dann kommen die Einschläge näher. Die Schauspieler mühen sich redlich, Regisseur van Dyke ist für Asylum-Verhältnisse nicht unbegabt, und die Effekte verfehlen ihre Wirkung selten. Für Horrorvielseher okay.“

## Produktion
A Haunting in Salem wurde in einem 200 Jahre alten Herrenhaus in Pasadena, Kalifornien gedreht.